# Provincia de Hà Tĩnh
Ha Tinh (en vietnamita: Hà Tĩnh) es una de las provincias que conforman la organización territorial de la República Socialista de Vietnam.

## Geografía
Ha Tinh se localiza en la región de la Costa Central del Norte. La provincia mencionada posee una extensión de territorio que abarca una superficie de 6.055,6 kilómetros cuadrados.

## Demografía
La población de esta división administrativa es de 1.300.900 personas (según las cifras del censo realizado en el año 2005). Estos datos arrojan que la densidad poblacional de esta provincia es de 214,83 habitantes por cada kilómetro cuadrado.

## Economía
Ha Tinh es una de las provincias más pobres de Vietnam. La pobreza puede atribuirse a las duras condiciones físico-climáticas como el frío severo en invierno y calor extremo en verano, inundaciones y tormentas cada otoño y el suelo desfavorable y los escasos recursos naturales. Ha Tinh se va abriendo de a poco a las reformas económicas. El puerto de Vung Ang, con algunas plantas, fábricas y plantas termoeléctricas se está convirtiendo en el centro económico más relevante.
- Datos: Q33351
- Multimedia: Ha Tinh / Q33351